# COPII

Diagrama de Ribbon de la estructura cristalográfica del heterodimero Sec23.

COPII (por sus siglas Coat complex protein II) es un coatómero, un complejo de proteínas de cubierta vesicular, responsable del transporte vesicular desde el retículo endoplasmático rugoso (RER) hasta el aparato de Golgi (AG). El complejo multiproteico COPII consiste en los subcomplejos proteicos que llevan a cabo la formación de una vesícula de secreción de material reticular.
Este proceso se diferencia del complejo COP I, que a su vez forma una cubierta para la vesículas transportadoras de lípidos y proteínas de la cara Cis del AG al RER.

## Introducción
Para poder entender el mecanismo de transporte vesicular, es fundamental comprender la secreción de lípidos y proteínas a partir del retículo endoplasmático (RE). Este organiza su red de membranas en dominios con funciones específicas. Existen regiones de unos 0.5 μm de diámetro especializadas en la producción de vesículas de secreción que contienen material reticular, denominadas ERES (endoplasmic reticulum exit sites). Estas suelen estar próximas al AG, por lo cual se logra una mayor eficiencia en cuanto al tráfico vesicular. Tienen una composición lipídica diferente del resto del retículo. Carecen de ribosomas.

Para que la secreción selectiva de material reticular se lleve a cabo, es necesaria la cooperación entre distintas subunidades proteicas que provoque la curvatura de la membrana del retículo y posteriormente la evaginación de vesículas recubiertas con COPII. Una vez liberadas, las vesículas se desprenden de su cubierta, lo cual permite una gemación entre sí y forma un compartimiento intermedio entre el retículo y el AG, denominado ERGIC (Endoplasmic Reticulum-Golgi Intermediate Compartment).

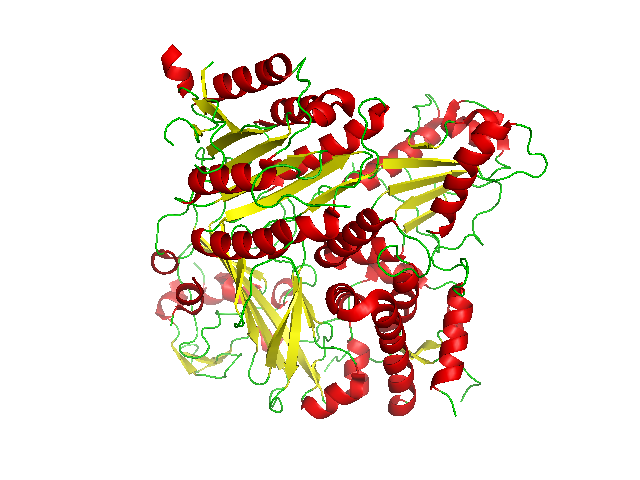
Diagrama de Ribbon del COPII conformado por la proteína Bet1 (proteína SNARE).

## Composición delCOPII
Las vesículas cubiertas por COPII se generan en el RE a partir de cuatro subunidades proteicas: Sec12, Sar1-GTP, Sec23/24 y Sec 13/31.
- Sec12:[1] Factor de intercambio de nucleótidos de guanina para Sar1p.
- Sar1-GTP:[2] Se trata de una proteína guanosina trifosfatasa (GTPasa) monomérica que regula el ensamblaje y el desensamblaje vesicular.
- Sec23/24:[3] Heterodímero con un dominio de gelsolina, que en humanos viene codificado por los genes SEC23 y SE24.
- Sec13/31: Heterotetrámero codificado por los genes SEC13 y SEC31 en humanos.

No obstante, el proceso de ensamblaje vesicular no se puede llevar a cabo únicamente a partir de estas proteínas. También deben intervenir las proteínas SNARE, TANGO1 o colágeno VII, entre otras.

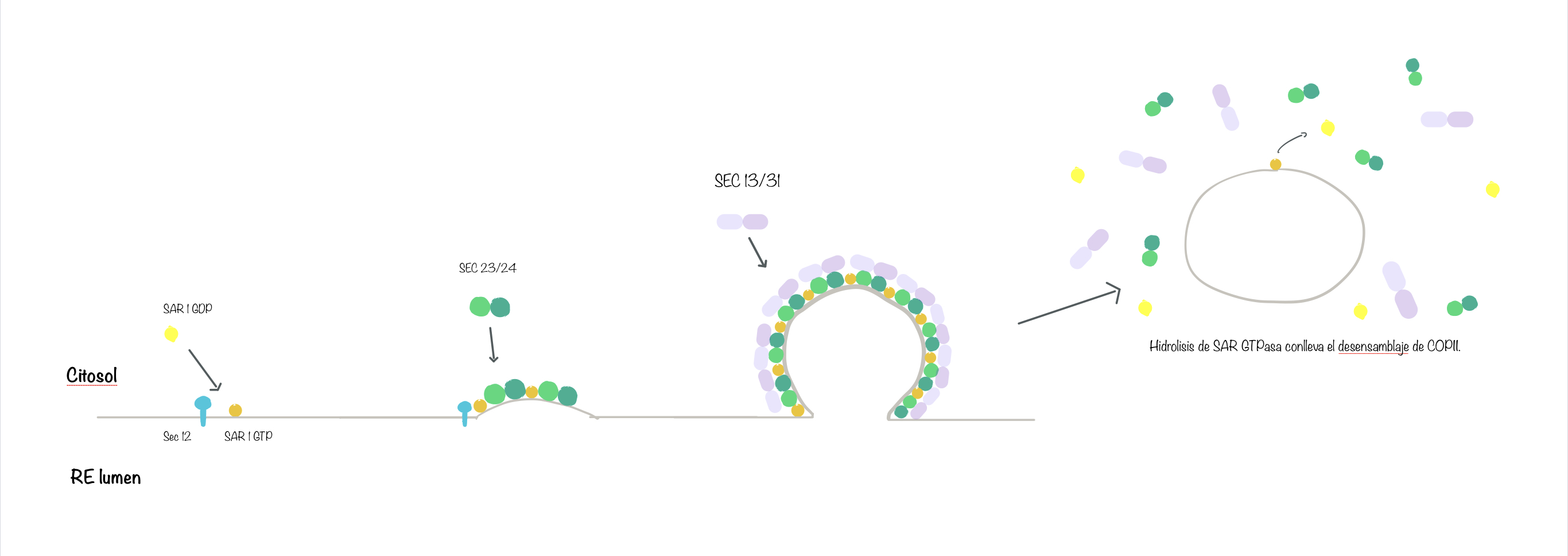
Formación de una vesícula recubierta de COPII.

## Proceso de ensamblaje vesicular
El ensamblaje vesicular tiene un alto nivel de organización. Tan solo ocurre en zonas discretas del RE que están libres de ribosomas. Estas zonas específicas son las ERES o las tER (transitional endoplasmic reticulum).
El primer paso para el ensamblaje de la cubierta COPII es la activación de la Ser GTPasa mediante su factor de intercambio de guanina Sec12. En ese momento una hélice anfifílica N-terminal de la Sar1 se inserta en la membrana del RE e incorpora a los heterodímeros Sec23 y Sec24. Tras la incorporación de la carga y la formación de un complejo de pre-ensamblaje estable, se incorpora a los heterotetrámeros Sec13 y Sec31, capaces de adoptar forma de celda y de contener la vesícula y su carga.
Poco después de este proceso, las vesículas COPII se descubren gracias a la hidrólisis guanosín trifosfato (GTP) de la Sar1.
Este proceso de ensamblaje y germinación vesicular a partir de los ERES y del COPII ha sido muy bien definido en Saccharomyces cerevisiae y Pichia pastoris. No obstante, el nivel de complejidad organizativa de una célula especializada de mamífero es necesariamente más elevado que el de un hongo. Por ello, este proceso es todavía fuente de investigación.

## Patologías relacionadas
El coatómero COPII, encargado del recubrimiento de las vesículas provenientes del retículo endoplasmático (RE) hacia el aparato de Golgi (AG), tiene una gran importancia en la vía secretora del RE. Asimismo, un defecto en su constitución puede derivar a patologías graves. Un ejemplo es la deficiencia de los factores V y VIII de coagulación y la anemia diseritropoyética congénita tipo II. Son dos trastornos hematológicos derivados de una mutación genética que afecta a la formación de estas vesículas.
La deficiencia combinada de los factores V (FV) y VIII (FVIII) de coagulación es una enfermedad que se manifiesta por hemorragias leves. Es causada por las mutaciones de LMAN1 (proteína de unión a la manosa de lectina 1) y de MCFD2 (proteína de deficiencia de factor de coagulación múltiple 2), que afectan a los genes que codifican el compartimento donde se transportan los factores de coagulación. Estas dos proteínas forman un complejo que es un receptor específico de carga de FV y FVIII. De esta manera se forma la vesícula COPII.

El complejo LMAN1-MCFD2 se desplaza del RE al AG y viceversa, gracias al motivo de salida Phe-Phe, que es reconocido por COPII para el transporte anterógrado. El transporte retrógrado se realiza con una secuencia Lys-Lys, que también tiene el complejo y es reconocida por COPI.
Este trastorno es autosómico recesivo. Ocurre con solo una mutación, es decir, la ausencia de LMAN1 causa un 70% de los casos. MCFD2 explica el resto.
La anemia diseritropoyética congénita tipo II es un trastorno hereditario caracterizado por eritropoyesis ineficaces y anomalías morfológicas de los eritroblastos de la médula ósea. Los síntomas suelen ser anemia, esplenomegalia e ictericia. El gen causante de la condición ha sido recientemente identificado como SEC23B. Su deficiencia puede ser a causa de 53 diferentes mutaciones. SEC23B es una proteína de COPII. Aún no se sabe exactamente el motivo por el cual la mutación de este gen, presente en diversos tejidos, afecta al linaje eritroide. Podría ser que, para su secreción, un cargamento vital para la diferenciación y/o la mitosis del eritroide dependiera de SEC23B.
La manipulación de la vía de secreción del coatómero COPII constituiría un posible tratamiento de los trastornos mencionados anteriormente.
Existe otra patología relacionada con las vesículas secretoras del RE. Se trata de la bacteria Legionella pneumophila, que intercepta estas vesículas, adquiere sus proteínas y las utiliza para crear un orgánulo que permite la replicación de la bacteria y evita la destrucción por parte de la célula huésped.
|  |  |
|  |  |